# Sonic Boom (Fernsehserie)
Sonic Boom ist eine CGI-Fernsehserie aus den Jahren 2014 bis 2017, die zusammen mit den Videospielen Sonic Boom: Lyrics Aufstieg (2014), Sonic Boom: Der zerbrochene Kristall (2014) und Sonic Boom: Feuer & Eis (2016) ein eigenes Spin-Off-Universum der Serie Sonic the Hedgehog darstellt, in dem bekannte Figuren durch verändertes Aussehen sowie Charakterzüge auffallen.
Die 52 Episoden der ersten Staffel wurden auf Deutsch synchronisiert und in Deutschland auf Nickelodeon und Netflix veröffentlicht, hingegen die 52 Episoden der zweiten Staffel nicht auf Deutsch übersetzt wurde.
Es ist die fünfte Sonic-TV-Serie nach Sonic der irre Igel (1993–1996), Sonic SatAM (1993–1994), Sonic Underground (1999) und Sonic X (2003–2005), gefolgt von Sonic Prime (2022–2024).

## Handlung
Die Freunde Sonic the Hedgehog, Miles Tails Prower, Knuckles the Echidna, Amy Rose und Sticks the Badger wohnen in einem Dorf auf Seaside Island. Auf einer kleinen Insel in der Nähe haust zudem Dr. Eggman mit seinen Robotern Orbot und Cubot in seiner Basis. Jede Episode erzählt eine eigene, kleine, in sich abgeschlossene Geschichte, in denen das Zusammenleben und die Interaktion der Dorfbewohner erzählt wird. Oft wird die Handlung durch neue Ideen oder Kreationen von Dr. Eggman angestoßen, manchmal aber auch, wenn andere Charaktere auftauchen, beispielsweise Shadow the Hedgehog, Metal Sonic oder Dr. Eggmans vermeintlicher Bruder.

## Figuren
- Sonic the Hedgehog

Der namensgebende Igel Sonic the Hedgehog gilt auch in dieser Welt als Held und ist für seine Schnelligkeit bekannt. Er ist mutig, aufgeschlossen und hilfsbereit, begegnet Kontrahenten und Kritik in Sonic Boom oftmals frech mit Sprüchen oder Sarkasmus. Anders als sonst hat er hier blaue Arme, trägt ein braunes Halstuch und Bandagen an den Händen und Schuhen.
- Miles Tails Prower

Miles Tails Prower, einfach nur kurz Tails genannt, ist Sonics bester Freund und steht ihm loyal und bedingungslos zur Seite. Er verfügt über zwei Fuchsschwänze, die er zum Fliegen nutzen kann und ist technisch sehr interessiert, auch wenn manche seiner Erfindungen besser funktionieren und andere schlechter. Seine technische Kompetenz wird in Sonic Boom durch seine Fliegerbrille auf der Stirn und seinen umgeschnallten Werkzeuggürtel betont. Außerdem wirkt er in diesem Universum erwachsener, nüchterner und reagiert oftmals zynisch.
- Knuckles the Echidna

Auch in Sonic Boom ist Knuckles the Echidna für seine Kraft bekannt, doch es fällt direkt sein verändertes Aussehen auf, da er hier einen deutlich größeren Oberkörper besitzt und auch anders als sonst sehr viel größer als die meisten anderen Charaktere ist, hinzu kommen Bandagen an seinen Fäusten, mit denen er hart zuschlagen kann. Seine ursprüngliche, leicht naive Persönlichkeit wurde hier zu einem gutherzigen, aber dümmlichen Muskelprotz umfunktioniert, der nicht lesen kann, immer auf dem Schlauch steht und Sarkasmus oder Zynik nicht versteht.
- Amy Rose

Amy Rose ist der aufgeweckteste und vernünftigste Hauptcharakter in Sonic Boom. Anders als sonst versucht sie hier, ihre Zuneigung zu Sonic nicht so öffentlich und deutlich auszudrücken. Vielleicht auch wegen des Charakters Sticks ist Amy weniger das quirlige Mädchen, sondern oftmals die Stimme der Vernunft, die es mit allen gut meint. Sie trägt andere Kleidung als in den Hauptspielen und verfügt auch hier bei Bedarf über ihren PikoPiko-Hammer.
- Sticks the Badger

Den Charakter Sticks the Badger gibt es nur im Sonic Boom-Universum, auch wenn sie stark an Marine the Raccoon aus Sonic Rush Adventure (2007) erinnert. Sticks ist ein rot-braunes Dachsmädchen in Urwaldkleidung und mit einem Bumerang, mit dem sie umgehen kann. Sie ist sehr laut, offen und direkt, aber auch kindisch und naiv, wodurch sie keine Gefahren, wie Fallen von Dr. Eggman durchschauen kann und ihre Freunde durch ihre Art auch oftmals in Gefahr bringt.
- Dr. Eggman

Dr. Eggman lebt mit Orbot und Cubot auf einer Insel nahe Sonics Dorfes und konfrontiert Sonic und seine Freunde immer wieder mit seinen Robotern oder miesen Machenschaften, mit denen er sie oftmals ärgert. Doch offensichtlich scheint zwar eine Art Rivalität, aber doch ein kumpelhaftes und nachbarschaftliches Verhältnis vorzuliegen und Dr. Eggman wird mehr oder weniger als Spaßmacher akzeptiert, da er immer Neues mit sich bringt. Optisch hat er sich stark verändert: Diesmal wirkt er wegen eines sehr aufgeplusterten Brustkörpers ungewohnt muskulös und durchtrainiert. Sein Körper wird wie ein umgekehrter Flaschenhals zur Gürtellinie hin schlanker bzw. enger und sein insgesamt großer Oberkörper steht auf diesmal sehr kurzen Beinen. Hinzu kommen dicke, durchtrainiert wirkende Oberarme.
In mehreren Episoden erscheint Shadow the Hedgehog und es kommt zum Kampf gegen Sonic, ebenso wie Sonics Roboter-Ebenbild Metal Sonic. Ein anderer, aus den Spielen bekannter Charakter ist Vector the Crocodile, der als Detektiv tätig ist und der Roboter D-Fekt aus Sonic Boom: Feuer & Eis (2016). Alle anderen Charaktere, wie Bürgermeister E. Pluribus Fink, Dixon, Charlie, Lady Walrus, Leroy the Turtle, Salty the Hippo oder Tommy Thunder, tauchen nur in der TV-Serie Sonic Boom auf.

## Synchronisation
Der Sprechercast der TV-Serie entspricht im Großen und Ganzen dem der dazugehörigen Videospiele. Einzig der langjährige, deutsche Synchronsprecher von Dr. Eggman, Hartmut Neugebauer, der seinen Charakter auch in Sonic Boom: Lyrics Aufstieg (2014) und Sonic Boom: Feuer & Eis (2016) sprach, lehnte die vergleichsweise aufwändigere Arbeit an der TV-Serie ab, weswegen erstmals Johannes Oliver Hamm in die Rolle des Dr. Eggman schlüpfte. Nach Neugebauers Tod im Jahre 2017 übernimmt Johannes Oliver Hamm seitdem auch Dr. Eggmans deutsche Videospiel-Synchronisationen. Shadow the Hedgehog, welcher in der deutschen Version nur in der 52. Episode auftrat, wurde hier nicht wie üblich von seinem Stammsprecher Klaus Lochthove, sondern einmalig von Cubots Stammsprecher Matthias Horn gesprochen. Da die zweite Staffel der Serie nicht ins Deutsche und ins Spanische übersetzt wurde, gab es keine Synchronisation des Charakters Vector the Crocodile in diesen Sprachen. Der italienische Sprechercast ist in der TV-Serie ein komplett anderer als in den Videospielen.
| Synchronsprecher in Sonic Boom | Synchronsprecher in Sonic Boom | Synchronsprecher in Sonic Boom | Synchronsprecher in Sonic Boom | Synchronsprecher in Sonic Boom | Synchronsprecher in Sonic Boom | Synchronsprecher in Sonic Boom |
| Figur                          | Deutscher Synchronsprecher     | Englischer Synchronsprecher    | Japanischer Synchronsprecher   | Französischer Synchronsprecher | Spanischer Synchronsprecher    | Italienischer Synchronsprecher |
| ------------------------------ | ------------------------------ | ------------------------------ | ------------------------------ | ------------------------------ | ------------------------------ | ------------------------------ |
| Sonic the Hedgehog             | Marc Stachel                   | Roger Craig Smith              | Jun'ichi Kanemaru              | Alexandre Gillet               | Ángel de Gracia                | Daniele Raffaeli               |
| Miles Tails Prower             | Anke Kortemeier                | Colleen O’Shaughnessey         | Ryō Hirohashi                  | Marie-Eugénie Maréchal         | Graciela Molina                | Maura Cenciarielli             |
| Knuckles the Echidna           | Claus-Peter Damitz             | Travis Willingham              | Nobutoshi Canna                | Sébastien Desjours             | Sergio Mesa                    | Oreste Baldini                 |
| Amy Rose                       | Shandra Schadt                 | Cindy Robinson                 | Taeko Kawata                   | Naïké Fauveau                  | Meritxell Ribera               | Antonella Baldini              |
| Sticks the Badger              | Tina Haseney                   | Nika Futterman                 | Aoi Yūki                       | Claire Morin                   | Carmen Ambrós                  | Ilaria Latini                  |
| Dr. Eggman                     | Johannes Oliver Hamm           | Mike Pollock                   | Kotaro Nakamura                | Marc Bretonnière               | Francesc Belda                 | Gerolamo Alchieri              |
| Orbot                          | Romanus Fuhrmann               | Kirk Thornton                  | Mitsuo Iwata                   | Tony Marot                     | Albert Vilcan                  | Alessandro Budroni             |
| Cubot                          | Matthias Horn                  | Wally Wingert                  | Wataru Takagi                  | Benjamin Pascal                | Xadi Mouslemeni Mateu          | Ivan Andreani                  |
| Shadow the Hedgehog            | Matthias Horn                  | Kirk Thornton                  | Kōji Yusa                      | Benoît DuPac                   | Cesc Martínez                  | Daniele Raffaeli               |
| Vector the Crocodile           | —                              | Keith Silverstein              | Kenta Miyake                   | Philippe Roullier              | —                              | Giacomo Castelli               |

## Entstehung und Veröffentlichung
Die Serie wurde 2014 von Sega in Auftrag gegeben und zunächst eine Staffel mit 52 Episoden von OuiDo! Productions produziert, die vom 8. November 2014 bis zum 14. November 2015 in Nordamerika über Cartoon Network ausgestrahlt wurde. Die deutschsprachige Erstausstrahlung der ersten Staffel folgte vom 4. Juli 2016 bis zum 28. Oktober 2016 auf Nickelodeon, von 2017 bis 2024 war sie in Deutschland auf Netflix abrufbar. Die zweite Staffel beinhaltete erneut 52 Folgen, die diesmal von Technicolor Animation Productions produziert und vom 29. Oktober 2016 bis zum 11. November 2017 erneut im amerikanischen Cartoon Network gezeigt wurden. Auf eine deutsche Übersetzung der zweiten Staffel wurde verzichtet und ist hierzulande auch anderssprachig bei keinem Streaminganbieter verfügbar.

### Episoden
Die erste Staffel mit 52 Episoden wurde auch auf Deutsch umgesetzt, die zweite Staffel mit 52 weiteren Episoden hingegen nicht. Es folgt eine Übersicht der 104 Folgen der Serie.
| Episoden von Sonic Boom Staffel 1 | Episoden von Sonic Boom Staffel 1                      | Episoden von Sonic Boom Staffel 1            | Episoden von Sonic Boom Staffel 1 |
| Nr.                               | Originaltitel                                          | Deutscher Episodentitel                      | Erstausstrahlung                  |
| --------------------------------- | ------------------------------------------------------ | -------------------------------------------- | --------------------------------- |
| 1                                 | The Sidekick                                           | Der Sidekick                                 | 8. November 2014                  |
| 2                                 | Can an Evil Genius Crash on Your Couch for a Few Days? | Mitbewohner auf Zeit                         | 8. November 2014                  |
| 3                                 | Translate This                                         | Übersetz mich                                | 15. November 2014                 |
| 4                                 | Buster                                                 | Buster                                       | 15. November 2014                 |
| 5                                 | My Fair Sticksy                                        | Märchenfee Sticksy                           | 19. November 2014                 |
| 6                                 | Fortress of Squalitude                                 | Fort der Extreme                             | 22. November 2014                 |
| 7                                 | Double Doomsday                                        | Weltuntergang im Doppelpack                  | 29. November 2014                 |
| 8                                 | Eggheads                                               | Eggmans Geschöpfe                            | 6. Dezember 2014                  |
| 9                                 | Guilt Tripping                                         | Reise bis ans Ende der Schuld                | 17. Januar 2015                   |
| 10                                | Dude, Where's My Eggman?                               | Hey, wo ist mein Eggman?                     | 24. Januar 2015                   |
| 11                                | Cowbot                                                 | Kuhbot                                       | 31. Januar 2015                   |
| 12                                | Circus of Plunders                                     | Zirkus der Räuber                            | 7. Februar 2015                   |
| 13                                | Unlucky Knuckles                                       | Pechvogel Knuckles                           | 14. Februar 2015                  |
| 14                                | The Meteor                                             | Der Meteor                                   | 21. Februar 2015                  |
| 15                                | Aim Low                                                | Niedrige Ziele                               | 28. Februar 2015                  |
| 16                                | How to Succeed in Evil Without Really Trying           | Erfolgreich böse ohne Stress                 | 7. März 2015                      |
| 17                                | Don't Judge Me                                         | Sprecht kein Urteil über mich                | 14. März 2015                     |
| 18                                | Dr. Eggman's Tomato Sauce                              | Dr. Eggmans Tomatensoße                      | 21. März 2015                     |
| 19                                | Sole Power                                             | Heiße Sohle                                  | 28. März 2015                     |
| 20                                | Hedgehog Day                                           | Tag ohne Ende                                | 4. April 2015                     |
| 21                                | Sleeping Giant                                         | Der schlafende Riese                         | 11. April 2015                    |
| 22                                | The Curse of Buddy Buddy Temple                        | Der Fluch des Buddy Buddy Tempels            | 18. April 2015                    |
| 23                                | Let's Play Musical Friends                             | Wie wärs mit Musical?                        | 25. April 2015                    |
| 24                                | Late Fees                                              | Überziehungsgebühren                         | 2. Mai 2015                       |
| 25                                | Into the Wilderness                                    | Ab in die Wildnis                            | 9. Mai 2015                       |
| 26                                | Eggman Unplugged                                       | Eggman der Filmemacher                       | 16. Mai 2015                      |
| 27                                | Chez Amy                                               | Bei Amy                                      | 13. Juli 2015                     |
| 28                                | Blue with Envy                                         | Grün vor Neid                                | 14. Juli 2015                     |
| 29                                | Curse of the Cross Eyed Moose                          | Der Fluch des schielenden Elchs              | 15. Juli 2015                     |
| 30                                | Chili Dog Day Afternoon                                | Hundstage-Nachmittag mit Chili               | 16. Juli 2015                     |
| 31                                | Closed Door Policy                                     | Politik der geschlossenen Tür                | 17. Juli 2015                     |
| 32                                | Mayor Knuckles                                         | Major Knuckles                               | 20. Juli 2015                     |
| 33                                | Eggman the Auteur                                      | Später Lohn                                  | 21. Juli 2015                     |
| 34                                | Just a Guy                                             | Einfach ein Typ                              | 22. Juli 2015                     |
| 35                                | Two Good to Be True                                    | Zu schön um wahr zu sein                     | 23. Juli 2015                     |
| 36                                | Beyond the Valley of the Cubots                        | Jenseits des Tals der Cubots                 | 24. Juli 2015                     |
| 37                                | Next Top Villain                                       | Der nächste Top-Schurke                      | 1. August 2015                    |
| 38                                | New Year's Retribution                                 | Strafe zu Neujahr                            | 8. August 2015                    |
| 39                                | Battle of the Boy Bands                                | Die Schlacht der Boybands                    | 15. August 2015                   |
| 40                                | Tails’ Crush                                           | Tails Stss                                   | 22. August 2015                   |
| 41                                | Bro-Down Showdown                                      | Showdown unter Kumpeln                       | 29. August 2015                   |
| 42                                | Late Night Wars                                        | Kriege zu später Stunde                      | 5. September 2015                 |
| 43                                | Fire in a Crowded Workshop                             | Feuer in einer überfüllten Werkstatt         | 12. September 2015                |
| 44                                | It Wasn't Me, It Was the One-Armed Hedgehog            | Ich war's nicht, der einarmige Igel war's    | 19. September 2015                |
| 45                                | Robot Battle Royal                                     | Roboterschlacht Royal                        | 26. September 2015                |
| 46                                | No Robots Allowed                                      | Roboter nicht erlaubt                        | 3. Oktober 2015                   |
| 47                                | Fuzzy Puppy Buddies                                    | Fuzzy Puppy Kumpels                          | 10. Oktober 2015                  |
| 48                                | Designated Heroes                                      | Ausgewiesene Helden                          | 17. Oktober 2015                  |
| 49                                | Role Models                                            | Vorbilder                                    | 24. Oktober 2015                  |
| 50                                | Cabin Fever                                            | Fieber in der Hütte                          | 31. Oktober 2015                  |
| 51                                | Counter Productive                                     | Kontraproduktiv                              | 7. November 2015                  |
| 52                                | It Takes a Village to Defeat a Hedgehog                | Um einen Igel zu besiegen, brauchts ein Dorf | 14. November 2015                 |

| Episoden von Sonic Boom Staffel 2 | Episoden von Sonic Boom Staffel 2         | Episoden von Sonic Boom Staffel 2 | Episoden von Sonic Boom Staffel 2 |
| Nr.                               | Originaltitel                             | Erstausstrahlung                  |                                   |
| --------------------------------- | ----------------------------------------- | --------------------------------- | --------------------------------- |
| 53                                | Tommy Thunder: Method Actor               | 29. Oktober 2016                  |                                   |
| 54                                | Spacemageddonocalypse                     | 19. November 2016                 |                                   |
| 55                                | Nutwork                                   | 26. November 2016                 |                                   |
| 56                                | Alone Again, Unnaturally                  | 3. Dezember 2016                  |                                   |
| 57                                | The Biggest Fan                           | 10. Dezember 2016                 |                                   |
| 58                                | Anything You Can Do, I Can Do Worse-er    | 17. Dezember 2016                 |                                   |
| 59                                | I Can Sea Sonic's Fear from Here          | 24. Dezember 2016                 |                                   |
| 60                                | In the Midnight Hour                      | 31. Dezember 2016                 |                                   |
| 61                                | Multi-Tails                               | 7. Januar 2017                    |                                   |
| 62                                | Strike!                                   | 14. Januar 2017                   |                                   |
| 63                                | The Evil Dr. Orbot                        | 21. Januar 2017                   |                                   |
| 64                                | Knuck Knuck! Who's Here?                  | 28. Januar 2017                   |                                   |
| 65                                | Mech Suits Me                             | 4. Februar 2017                   |                                   |
| 66                                | FiendBot                                  | 11. Februar 2017                  |                                   |
| 67                                | Og Man Out                                | 18. Februar 2017                  |                                   |
| 68                                | Knine-to-Five Knuckles                    | 25. Februar 2017                  |                                   |
| 69                                | Blackout                                  | 4. März 2017                      |                                   |
| 70                                | Unnamed Episode                           | 11. März 2017                     |                                   |
| 71                                | Robot Employees                           | 18. März 2017                     |                                   |
| 72                                | Give Bees a Chance                        | 25. März 2017                     |                                   |
| 73                                | Mombot                                    | 1. April 2017                     |                                   |
| 74                                | Muckfoot                                  | 8. April 2017                     |                                   |
| 75                                | Nominatus Rising                          | 15. April 2017                    |                                   |
| 76                                | Eggman's Brother                          | 22. April 2017                    |                                   |
| 77                                | Do Not Disturb                            | 29. April 2017                    |                                   |
| 78                                | Robots from the Sky – Part 1              | 6. Mai 2017                       |                                   |
| 79                                | Robots from the Sky – Part 2              | 13. Mai 2017                      |                                   |
| 80                                | Robots from the Sky – Part 3              | 20. Mai 2017                      |                                   |
| 81                                | Robots from the Sky – Part 4              | 27. Mai 2017                      |                                   |
| 82                                | Flea-ing from Trouble                     | 3. Juni 2017                      |                                   |
| 83                                | Lightning Bowler Society                  | 10. Juni 2017                     |                                   |
| 84                                | Planes, Trains and Dude-Mobiles           | 17. Juni 2017                     |                                   |
| 85                                | Sticks and Amy's Excellent Staycation     | 24. Juni 2017                     |                                   |
| 86                                | Inn Sanity                                | 1. Juli 2017                      |                                   |
| 87                                | Mister Eggman                             | 8. Juli 2017                      |                                   |
| 88                                | The Haunted Lair                          | 15. Juli 2017                     |                                   |
| 89                                | Return of the Buddy Buddy Temple of Doom  | 22. Juli 2017                     |                                   |
| 90                                | Eggman's Anti Gravity Ray                 | 29. Juli 2017                     |                                   |
| 91                                | Victory                                   | 5. August 2017                    |                                   |
| 92                                | Three Men and My Baby!                    | 12. August 2017                   |                                   |
| 93                                | Where Have All the Sonics Gone?           | 19. August 2017                   |                                   |
| 94                                | If You Build It They Will Race            | 26. August 2017                   |                                   |
| 95                                | Chain Letter                              | 2. September 2017                 |                                   |
| 96                                | Vector Detector                           | 9. September 2017                 |                                   |
| 97                                | Three Minutes or Less                     | 30. September 2017                |                                   |
| 98                                | Lair on Lockdown                          | 7. Oktober 2017                   |                                   |
| 99                                | You and I Bee-come One                    | 14. Oktober 2017                  |                                   |
| 100                               | Don't Make Me Angry                       | 21. Oktober 2017                  |                                   |
| 101                               | Eggman Family Vacation                    | 28. Oktober 2017                  |                                   |
| 102                               | Return to Beyond the Valley of the Cubots | 4. November 2017                  |                                   |
| 103                               | Eggman: The Video Game – Part 1           | 11. November 2017                 |                                   |
| 104                               | Eggman: The Video Game – Part 2           | 18. November 2017                 |                                   |

## Rezeption
Die teils drastischen Änderungen der Figuren, optisch wie charakterlich, wurden von Beginn an kritisch aufgenommen. Hinzu kam, dass die ersten Videospiele Sonic Boom: Lyrics Aufstieg (2014), Sonic Boom: Der zerbrochene Kristall (2014) sehr unterdurchschnittliche Wertungen erzielten und das Spin-Off-Universum direkt unter einen schlechten Stern stellten, so gehen Meinungen unter Fans stark auseinander. Doch gemessen als Kinder-Animationsserie wurde Sonic Boom gut aufgenommen.
Beim Universal Film Festival 2016, den TV France International Export Awards 2017 und beim Chico Independent Film Festival 2017 wurde Sonic Boom in der Kategorie „Beste Animation“ nominiert und konnte bei letzterem auch gewinnen. Zudem war die Serie bei den Teen Choice Awards 2017 in der Kategorie „Choice Animated TV Show“ nominiert.